# Arnaldo Bixio Daini
Arnaldo Bixio Daini (Pontedera, 8 ottobre 1922 – Pontedera, 6 agosto 2010) è stato un flautista e direttore di banda italiano.

## Biografia
Bixio Daini iniziò precocemente lo studio della musica; molto dotato, debuttò a soli otto anni nell’assolo della sinfonia del “Guglielmo Tell”. Il suo maestro Giovanni Falorni, direttore della Filarmonica “Volere è Potere” di Pontedera, era un ottimo compositore ma non un flautista esperto e fu per questo che, quando Bixio divenne adolescente, fu indirizzato verso un insegnante specializzato nello strumento, Pietro Fabiani, già allievo di Leopoldo Pieroni (1847-1919), il miglior rappresentante in Toscana della scuola di Giulio Briccialdi. Fabiani risiedeva a Empoli, a 35 chilometri da Pontedera; l’unico mezzo di trasporto di Bixio, di famiglia umile, era la bicicletta e il ragazzo, già gravemente miope, ottimizzava il suo impegno nello studio svolgendo non il normale compito assegnatogli dal maestro, bensì imparando a memoria un intero libro di esercizi alla volta. 

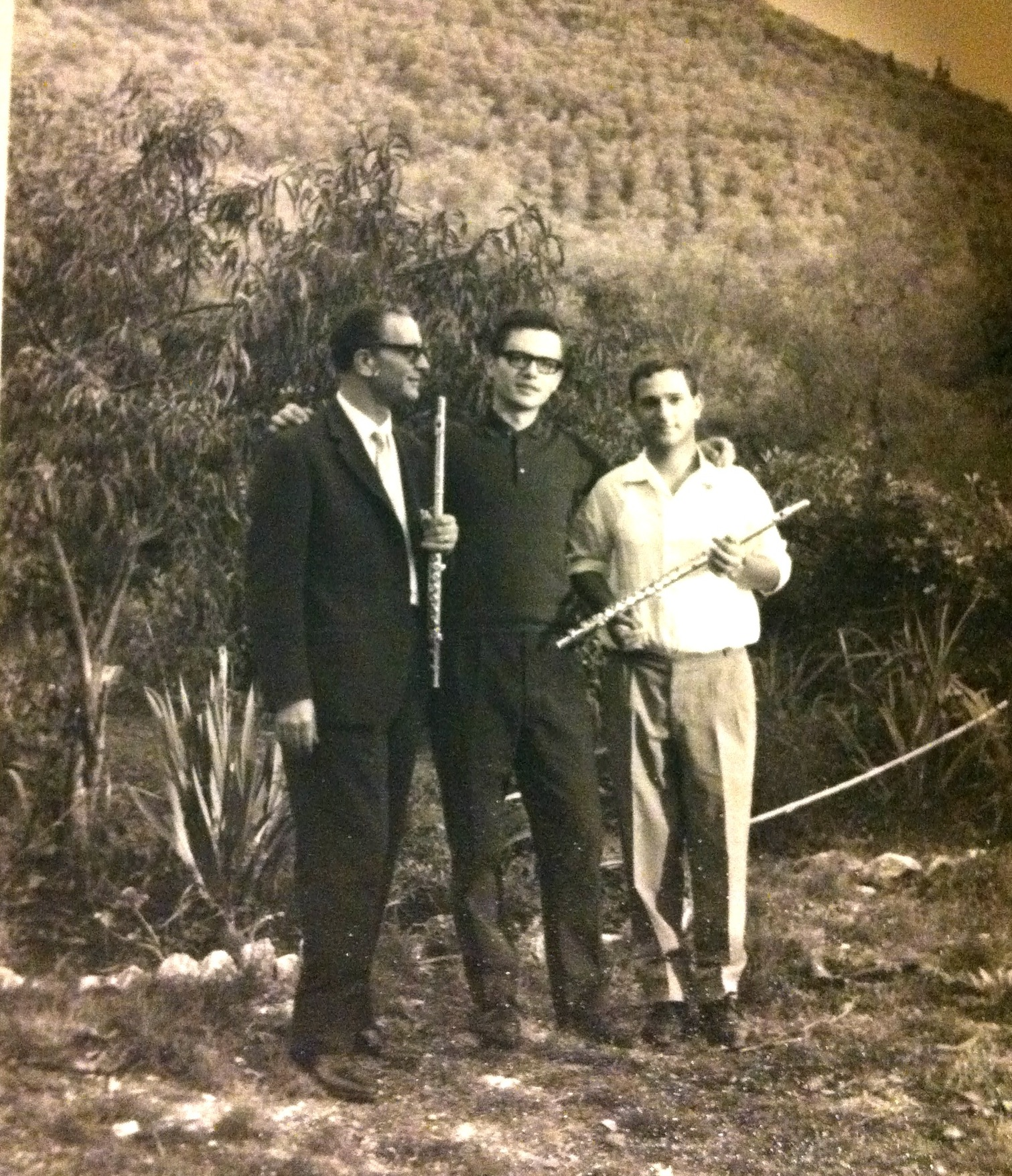
Bixio Daini con il Prof. Mario Fidel dell’Istituto ‘Boccherini’ di Lucca e con Robustiano Pellegrini degli ‘Homo Sapiens’ (Asciano Pisano 1969)

La sua formazione non è mai stata ufficializzata da titoli musicali, né in campo flautistico né in campo direttoriale o didattico.
Durante la seconda guerra mondiale fu mandato in Calabria nell’aviazione, ma non appena gli Americani giunsero in Italia decise di seguire quella che sentiva essere la sua vera inclinazione ed entrò nelle loro formazioni di musica leggera che suonavano al seguito delle truppe in Italia. Qui, Daini mise in pratica le sue doti di polistrumentista suonando flauto, sassofono e clarinetto, strumenti appresi durante l’esperienza nella filarmonica di Pontedera. È, infatti, riduttivo parlare di Daini solamente come virtuoso del flauto, in quanto era in grado di suonare, oltre al clarinetto e al sassofono, anche flicorni e affini. 
Negli anni, la conoscenza del repertorio di musica leggera gli permise di far parte anche di giurie di importanti concorsi canori dove strinse legami con molti big dello spettacolo, primo fra tutti l’amico Mike Bongiorno.
Daini era celebre come flautista sia per la conoscenza quasi mnemonica del repertorio lirico, spesso veniva chiamato in extremis a sostituire colleghi indisposti senza aver nemmeno avuto modo di provare e, soprattutto, come grande virtuoso dello strumento. Proverbiali furono le sue esecuzioni del “Pastore Svizzero” di Morlacchi o di pagine d’estrema difficoltà come quelle di Briccialdi e De Lorenzo. 

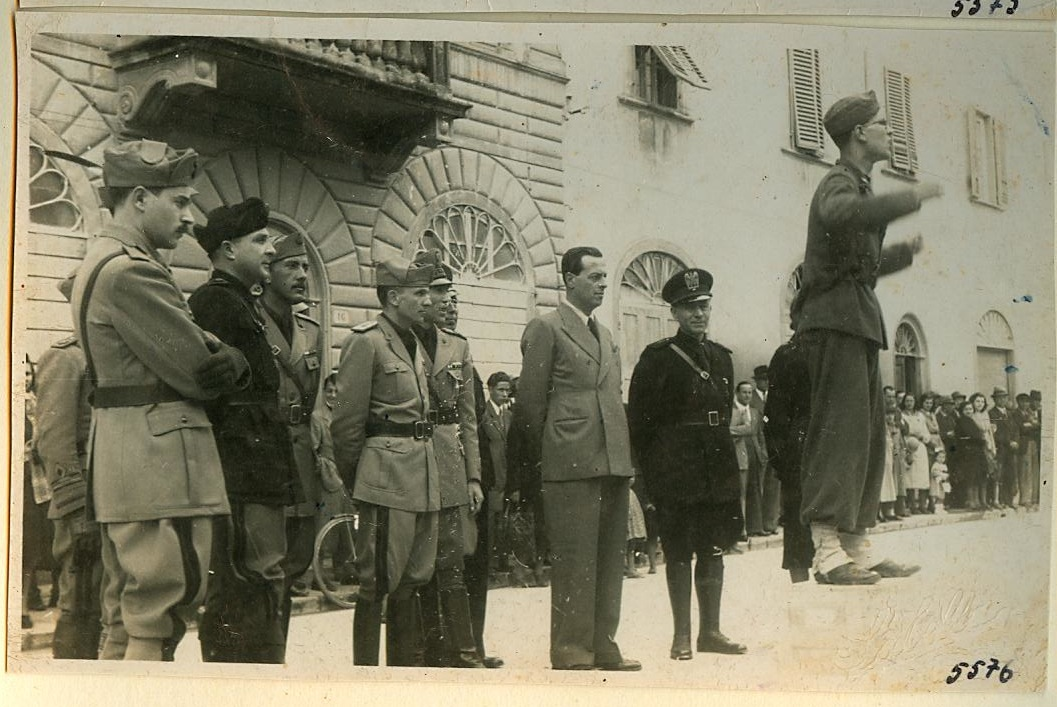
Bixio Daini, sul podio come capobanda, durante una manifesta-zione del Fascio a Pontedera negli anni ’40.

Negli anni ’60 iniziò l’attività di direttore, alternandosi alla guida di innumerevoli formazioni bandistiche:  “Volere è Potere” di Pontedera, il “Gruppo Filarmonico” di Rosignano Solvay, la “Giacomo Puccini” di Cascina, la “San Martino” di Selvatelle, le bande di Peccioli, di Montecalvoli, di Montecastello, di Santa Maria a Monte, di Lajatico, di Ponsacco, di Capannoli. 
Molteplici le tournée all’estero come direttore del Gruppo Filarmonico Solvay e memorabile il successo ottenuto con la “Volere è Potere” nel giugno 1959 in Lussemburgo, in occasione del Concorso Bandistico Internazionale “Città di Differdange”. Daini, a quel tempo capo-musica, era il responsabile della sezione “marcia e parata”; la “Volere è Potere” risultò premiata davanti alle grandi e perfette bande tedesche e per questo ricevette un encomio particolare dal Presidente della Repubblica Giovanni Gronchi. 
Fra le molte onorificenze e medaglie ottenute in campo musicale, Daini si vantava soprattutto del titolo di Cavaliere del Lavoro, conferitogli nel 1979, ottenuto per meriti particolari durante la permanenza per 45 anni allo stabilimento Piaggio della sua città. 

## L'attività didattica
Per oltre mezzo secolo, si occupò gratuitamente dell'insegnamento di tutti gli strumenti presso le scuole di musica delle bande per le quali prestava servizio come direttore, nonché dell'insegnamento privato del flauto. Furono suoi allievi Riccardo Fogli, Andrea Bocelli, Alessio Bacci, Riccardo Moretti e molti altri. Negli ultimi anni di attività accettò l’incarico di insegnante presso le scuole comunali di Castelfiorentino e di Certaldo: alla richiesta di presentare la partita IVA si meravigliò specificando di svolgere l’insegnamento a titolo gratuito. 

## La collezione
Flautista, didatta e direttore, Daini si distinse anche come collezionista di strumenti e spartiti.
Amante dei flauti Haynes, ne ha posseduti cinque; la sua collezione di strumenti comprendeva due preziosi Ruddal-Carte, un flauto Vanotti, un  Rampone, un Bernucca, un Barlassina, un ottavino Ruddal-Carte (molto apprezzato anche dal suo amico Severino Gazzelloni) e molti altri di costruttori italiani di fine Ottocento, alcuni dei quali attualmente nella collezione “Carreras” di Agnano Pisano. 
Importante fu l’amicizia con il liutaio Orlando Iori di Modena, che curava il perfetto funzionamento dei suoi strumenti. Daini lo ammirava e fu promotore dell’imboccatura del flauto da lui inventata.
La collezione di spartiti del Daini, ora custodita da Alessio Bacci a Pisa e in fase di digitalizzazione (si veda sul sito IMSLP la “BixioColl”), raccoglieva molta musica appartenuta al flautista Giovanni Panattoni (1857-1929), primo flauto del teatro Verdi di Pisa negli anni venti, la biblioteca del Maestro Fabiani e molti manoscritti appartenuti al Maestro Falorni fra cui molti dei suoi autografi. Imponente la raccolta di testi didattici per flauto.